# Aurélien Taché
Aurélien Taché (* 26. Mai 1984 in Niort, Region Nouvelle-Aquitaine) ist ein französischer Politiker. Er wurde am 18. Juni 2017 für den 10. Wahlkreis von Val-d’Oise auf der Liste von  La République En Marche in die Nationalversammlung gewählt. Die Partei LREM verließ er 2020.

## Politische Laufbahn
Im Parlament ist Taché im Sozialausschuss tätig. Von 2017 bis 2018 war er dort der Koordinator für seine damalige Fraktion, ferner im Finanzausschuss. Darüber hinaus ist er Mitglied in den parlamentarischen Gruppen für die Freundschaft mit Tunesien und mit der Ukraine.
Im Mai 2020 verließ er die Fraktion der LREM.

## Standpunkte
Taché wurde als enger Verbündeter von Präsident Emmanuel Macron. angesehen.
Im Mai 2018 unterstützte Taché einen Vorstoß, das Gesetz über Bioethik auch auf Homosexuelle und einzeln lebende Frauen anzuwenden, um auch diesen Gruppen den Zugang zu künstlicher Befruchtung auf Kosten der staatlichen Krankenversicherung zu ermöglichen. Das war eines von Macrons Wahlkampfversprechen gewesen.
Anfang 2018 war Taché eines von mehreren LREM-Mitgliedern, die eine von Florent Boudié angeregte inoffizielle Arbeitsgruppe zum Thema Islam bildeten, die die Gesetzgebung zur Verbesserung der Organisation und Finanzierung der islamischen Religionsausübung in Frankreich unterstützen sollte. 2019 gehörte er zu den fünf Mitgliedern der LREM-Fraktion, die sich einer überparteilichen Initiative zur Legalisierung von Handel mit und Genuss von Cannabis anschlossen.
Unter der Führung von Taché, Hugues Renson und Matthieu Orphelin bildeten etwa 20 Mitglieder der LREM-Fraktion 2018 eine Gruppe, die das Bestreben auf ihre Fahnen schrieb, eine mehr humanistische, soziale und ökologische Ausrichtung der Politik zu erreichen und die Besorgnisse und Wünsche der Bürger ernster zu nehmen. Diese Initiative wurde weithin als Gründung eines linken Flügels in der Fraktion angesehen. Im Mai 2020 schloss er sich einer Gruppe von sieben Parlamentariern der LREM-Fraktion an, die aus der Fraktion austraten und sich der neugegründeten Fraktion Écologie Démocratie Solidarité anschlossen, womit der Präsident seine absolute Mehrheit im Parlament verlor. Im Juni kündigten er und fünf andere ehemalige Mitglieder der LREM-Fraktion die Gründung von #Nous Demain an, einer „humanistischen, ökologisch orientierten, feministischen“ Bewegung.

## Konflikt mit Blanquer
Im Oktober 2019 kritisierte Taché öffentlich seinen damaligen Fraktionskollegen und Bildungsminister Jean-Michel Blanquer in einem Interview mit Le Point zu dessen Standpunkt in Bezug auf das Recht von Frauen, einen Hidschāb zu tragen, wenn sie ihre Kinder zur Schule begleiten. Daraufhin beschwerte sich Blanquer beim Fraktionsvorstand über Taché und verlangte dessen Zurechtweisung.